# Лодзька агломераційна залізниця
Лодзинська агломераційна залізниця (пол. Łódzka Kolej Aglomeracyjna) — агломераційна залізнична система в агломерації Лодзь, що охоплює залізничні лінії в Лодзинському воєводстві, що належать до мережі PKP Polskie Linie Kolejowe. Діяльність ŁKA зосереджена на лініях, що з’єднують міста-супутники з Лодзю. У вихідні між Лодзю та Варшавою курсують комерційні поїзди ŁKA Sprinter, але формально вони не є частиною агломераційної залізниці.

## Діяльність
Будівництво Лодзинської агломераційної залізниці було розділено на два етапи. Перший з них реалізовано за кошти Оперативної програми «Інфраструктура та довкілля» на 2007–2013 роки за участі Фонду згуртованості Європейського Союзу. Другий проект зараз реалізується в рамках Регіональної операційної програми Лодзинського воєводства на 2014-2020 роки. Цей проект співфінансується Європейським фондом регіонального розвитку Європейського Союзу.

### I етап
Перший етап проекту передбачав, в тому числі, закупівлю 20 двовагонних з можливістю розширення до трьохвагонних поїздів Stadler FLIRT³, придбані в рамках проекту, обслуговують маршрути з Лодзі до міст Колюшки, Кутно, Ловіч, Серадз та лінії Лодзь-Відзев – Лодзь-Каліска. Разом із потягами було придбано технічне обслуговування сучасного технічного приміщення, збудованого біля станції Лодзь-Відзев. Перші сполучення були запущені 15 червня 2014 року. Вартість проекту становила 457 мільйонів злотих, а сума співфінансування — 296 мільйонів злотих.
У рамках паралельного проекту були відремонтовані, розширені та побудовані залізничні зупинки на залізничних лініях агломерації, також за участі коштів Європейського Союзу. Біля них збудовано зупинки приміських автобусів і громадського транспорту, а також стоянки для автомобілів і велотримачі.

### II етап
У рамках другого етапу проекту закуплено 14 тривагонних поїздів Newag Impuls II, поставки яких заплановані на 2018–2019 роки. Разом із потягами було придбано також послугу з їх обслуговування на 12 років. Придбані поїзди дозволять обслуговувати нові маршрути до Радомсько через Пйотркув-Трибунальський, Опочно через Томашув-Мазовецький та на маршруті Скерневиці — Лович — Кутно.
Щоб якнайшвидше пересуватися центром Лодзі, поїзди їздитимуть через міжміський тунель під центром міста. Усі основні лінії використовуватимуть тунель, крім того, будуть запущені маршрутні лінії від станції Лодзь-Відзев через Лодзь-Фабрична - W1 до Zgierz та W2 до Pabianice. Зрештою, потяги ŁKA мають проходити міжміським тунелем з частотою менше 10 хвилин, щоб забезпечити ефективне сполучення також у межах міста. Також можна запустити поїзди з Белхатува до Злочева.
Буде проведено модернізацію залізничних колій у межах воєводства, вже збудовано нові зупинки. Лінія від Томашува-Мазовецького до Опочно буде електрифікована. У Лодзі на лінії Лодзь-Відзев – Згеш було побудовано дві нові зупинки: Лодзь-Радогощ-Схід і Лодзь-Варшавська. Зупинки Лодь-Реткіня та Лодзь-Зажевв побудовані на лінії до міста Паб'яниці.

## Історія

### 2010–2011 роки
- 29 червня 2010 року підписали угоду з мерами 12 міст (Лодзь, Гловно, Колюшки, Кутно, Ласк, Ленчиця, Лович, Озоркув, Паб'янциці, Стрикув, Здунська Воля та Згеш) щодо співпраці для запуску Лодзинської агломераційної залізниці[12][13].
- 7 квітня 2011 року – Управління маршала в Лодзі схвалило раніше відхилені заявки на ремонт поїздів та зупинок Лодзької агломераційної залізниці. Їх загальна вартість становить понад 66 мільйонів злотих[14].
- 29 квітня 2011 року – було підписано угоду про співфінансування проекту під назвою: «Будівництво, реконструкція залізничних зупинок на маршрутах Лодзинської агломераційної залізниці – покращення комунікаційної доступності шляхом створення інтермодальних зупинок з Лодзькою Агломераційною залізницею – І етап»[15].
- 15 червня 2011 року — PKP PLK оголосила тендер на реконструкцію 9 існуючих зупинок і будівництво 8 нових у рамках першого етапу створення системи залізниці Лодзинської агломерації[16]. Вартість цієї частини проекту становила 58,2 мільйона злотих і фінансувалася з власних ресурсів PKP PLK (керівник проекту), PKP SA, муніципалітету міста Лодзь, муніципалітету Згежа, Залізничного фонду та - в 85% - зі співфінансування з Регіональної операційної програми Лодзинського воєводства. У рамках тендеру також модернізували залізничні переїзди.
- 21 липня 2011 року – Відкрито тендерні пропозиції на першу чергу ŁKA, яка охоплює реконструкцію та будівництво зупинок, а також залізничних переїздівї[17].

### 2012–2013 роки
- 8 березня 2012 року — офіційна дата початку будівництва ŁKA[18].
- 12 вересня 2012 року - оголошення тендеру на реконструкцію ділянки Лодзь-Відзев - Згеж. Після завершення інвестицій були запущені зупинки Лодзь-Стокі, Лодзь-Марисін (переміщення зупинки Лодзь-Радогощ) та Лодзь-Артурувек[19].
- 14 січня 2013 року — початок ремонту ділянки Лодзь Відзев — Згеж[20].

### 2014 рік
- 15 червня 2014 року - початок руху транспорту на лінії Лодзь Каліска - Серадз.
- 1 вересня 2014 року - початок руху транспорту на лінії Лодзь Відзев - Згеж.
- 1 листопада 2014 року — початок руху транспорту на лінії Лодзь Відзев — Лодзь Каліска[21].
- 14 грудня 2014 року — початок руху на лініях Лодзь Відзев — Колюшки та Лодзь Каліска — Лович Головний[22].

### 2015 рік
- 14 червня 2015 року — початок руху транспорту на лінії Лодзь Каліска — Кутно[23].
- 1 вересня 2015 року — початок руху транспорту на лінії Здунська Воля — Здунська Воля Полуднє[24].
- 23 листопада 2015 року — ліквідація транспорту на лінії Здунська Воля — Здунська Воля Полуднє через високі витрати на утримання та незацікавленість місцевої влади у співфінансуванні транспорту[25].

### 2016 рік
- 4 січня 2016 року — початок руху транспорту на лінії Колюшки — Скерневиці.
- 13 березня 2016 року — запуск перевезень вихідного дня на лінії Лодзь-Відзев — Варшава-Всходня.
- Листопад 2016 року – запуск онлайн системи динамічного інформування пасажирів.
- 11 грудня 2016 року всі сполучення з Колюшок, Скерневіце та Варшави, а також деякі сполучення зі Згежа були перенаправлені на щойно відкриту станцію Лодзь-Фабрична, у той же час на станції було відкрито Центр обслуговування пасажирів.

### 2017 рік
- 28 лютого 2017 року – підписання контракту з компанією Newag на поставку 14 трьохвагонних поїздів Impuls II. Поставки планувалися розпочати в другій половині 2018 року і завершити в 2019 році[26].
- 11 квітня 2017 року - оголошення планів сполучення ŁKA після відкриття міжміського тунелю в Лодзі. Через тунель проходитиме більшість поїздів, а на периферійній лінії планується запустити лінію ŁKA-0 з 10-хвилинним інтервалом[27].
- 22 вересня 2017 року – ŁKA замовила у компанії Stadler розширення кількості вагонів двовагонних складів до трьох. Перші тривагонні FLIRT мають надійти на початку 2019 року[28].
- 10 грудня 2017 року - збільшення денної кількості поїздок на кільцевій лінії з 39 до 72 разом із запровадженням нового розкладу. Також було запущено швидше сполучення із Скерневиців до Лодзі, відмінивши зупинки на деяких станціях, а також додаткову, сьому пару вихідних сполучень до Варшави[29].

### 2018 рік
- Березень 2018 року - запровадження нумерації місць у всіх поїздах ŁKA. Нумерація місць не використовується на агломераційних лініях, а лише у вихідних поїздах ŁKA Sprinter до Варшави[30].
- 18 червня 2018 року – презентація першого тривагонного Impuls II для ŁKA. Транспортний засіб проходить тест-драйви перед тим, як буде схвалено для використання[31].
- 3 грудня 2018 року – Impuls II вперше курсує з пасажирами, обслуговуючи регулярні курси на лінії Згеж – Лодзь-Відзев[32].
- 9 грудня 2018 року — початок роботи лінії Скерневиці — Лович-Головний[33].

### 2019 рік
- 11 березня 2019 року — початок роботи на лініях Лодзь Фабрична — Томашув-Мазовецький і Лодзь-Фабрична — Пйотркув-Трибунальський — Радомсько[34].
- 15 грудня 2019 року — передача руху на лініях Лодзь Фабрична — Томашув-Мазовецький (крім курсів на Опочно), Кутно — Скерневіце та Лодзь Фабрична — Згеж — Лодзь-Олехув, зі збільшенням кількості поїздів, запущених на лінії Лодзь-Фабрична — Пйотркув-Трибунальський — Радомсько.

### 2020 рік
- 13 грудня 2020 року компанія підтвердила прийом поїздів від POLREGIO на маршруті Лодзь-Фабрична — Радомсько. Того ж дня компанія підтвердила продовження поїздів від станції Томашув-Мазовецький до станції Джевіца. Потяги будуть частково сполучені з поїздами Koleje Mazowieckie до станції Радом-Головний[35].

### 2021 рік
- 14 березня 2021 року — початок роботи на лінії Лодзь — Кутно — Острови (вибрані поїзди Лодзь — Кутно продовжено до станції Острови на залізничній лінії № 18 на ділянці Кутно — Влоцлавек)[36].

### 2022 рік
- 6 березня 2022 року внаслідок російського вторгнення в Україну поїзд з Перемишля привіз до Лодзі біженців з України. Поїзд було відправлено 5 березня[37].

### 2023 рік
- 12 листопада 2023 року було запроваджено безкоштовний автобусний маршрут №ŁA1, який курсуватиме від залізничної станції Ласьк до міста Зелюв[38].

### 2024 рік
- В кінці 2024 року буде запущено поїзди до Ченстохови[39].

## Інтеграція
Основним завданням Łódzka Kolej Aglomeracyjna є полегшення пересування мешканців воєводства агломераційною територією, тому інтеграція квитків відіграє важливу роль у діяльності ŁKA. Пропозиція базується на квитках на стандартні дільниці (від станції до станції), які взаємно приймаються на поїзди Polregio. Також можна придбати абонементи. Комбіновані квитки також пропонуються як частина спільного квитка місцевого уряду та пакету мандрівника, що дозволяє вам подорожувати потягами багатьох перевізників за одним квитком.
Пропозицію доповнюють одноразові та абонементні квитки, які діють у районі Лодзі, Згежа та Паб'яніце. Ціни квитків на звичайну зону ідентичні квиткам на зону I MPK Łódź і взаємно дотримуються обома компаніями. Найцікавішим з точки зору інтеграції квитків є періодичний спільний агломераційний квиток, який дозволяє здійснювати необмежену кількість поїздок у поїздах ŁKA в межах обраної тарифної зони та транспортних засобах MPK Łódź. Крім того, доступні квитки на використання транспортних засобів місцевих автобусних перевізників, таких як MZK Pabianice, MUK Zgierz, ZKM Łask, MPK Zduńska Wola, MPK Sieradz.